# Ian MacNaughton
Ian MacNaughton (ur. 30 grudnia 1925, zm. 10 grudnia 2002) – brytyjski producent telewizyjny i reżyser, najbardziej znany ze swej pracy z grupą Monty Python. 
Był zarówno reżyserem, jak i producentem serialu Latający cyrk Monty Pythona. MacNaughton wyreżyserował także pierwszy pełnometrażowy film grupy A teraz coś z zupełnie innej beczki oraz ich niemieckie programy specjalne Monty Python’s Fliegender Zirkus. W 1999 roku wystąpił w roli Szkota w skeczu wykonanym z okazji 30-lecia Monty Pythona. 